# Agrotis kaolifeltia
Agrotis kaolifeltia är en fjärilsart som beskrevs av Felix Bryk 1948. Agrotis kaolifeltia ingår i släktet Agrotis och familjen nattflyn. Inga underarter finns listade i Catalogue of Life.